# 傑森·亞歷山大
傑森·亞歷山大（Jay Scott Greenspan，1959年9月23日—）是美國的一位演員、喜劇演員、魔術師和配音演員。他最著名的作品是在《歡樂單身派對》中出演George Costanza角色。他也活躍於百老匯的音樂劇舞台，並在1989年獲得托尼獎最佳男演員獎。

## 外部連結
- 在AllMovie上傑森·亞歷山大的頁面（英文）
- 互聯網百老匯資料庫（IBDB）上傑森·亞歷山大的資料（英文）
- 互联网外百老汇数据库（IOBDB）上傑森·亞歷山大的資料（英文）
- 傑森·亞歷山大在互联网电影资料库（IMDb）上的資料（英文）
- TCM电影资料库上傑森·亞歷山大的资料（英文）
- A 1999 Interview about his 1981 Broadway role in Merrily We Roll Along